# Сунженский острог
Сунженский/Суншенский острог, Суншино городище — существовавшее в конце XVI — 1-й половине XVII вв. русское поселение-крепость (острог) в районе Кысыка, области впадения реки Сунжи в реку Терек (Северный Кавказ), принадлежавшей кумыкским шамхалам. Несколько раз сносилась и восстанавливалась.

## Соседи и торговля
Построен был на так называемой «Османовской дороге».
Сунженский острог имел тесные связи с другим русским поселением на Тереке — Терским городом, территория вокруг острога была населена кумыками-брагунцами, а другими близкими соседями сунженцев была Окоцкая земля, их поселения находились в двух днях пути пешему или одном дне конному от Сунженского острога. Далее, через земли ококов, путь от острога шёл в Аварию и, через владения «Чёрного князя», в Кахетию.
Есть мнение, что этот путь — из Кумыкии в Кабарду через переправу на реке Сунже назывался также «Кабардинская дорога», так как здесь торговали кабардинцы и «черкасы» «для соли с телегами», в горы несли «хлеб» мешками. В отстроенном заново в 1635 г. Сунженском остроге предполагалось взимать пошлину/тамгу с торговых людей, которые будут ходить «ис Кумык в Кабарду и ис Кабарды в Кумыки в корованех». Размеры пошлины в источниках сообщаются «со вьюка по киндяку а с таи по кумачу» (имеются в виду хлопчатобумажные материи, вероятно, азербайджанского происхождения).

## История
До 1590 г. укреплённое поселение в устье Сунжи строилось русскими два раза, но острог того периода принято называть «Терским» (см. Терский город). После того как Терский острог был снесён в угоду турецкому султану, ситуация от этого не изменилась — на его месте продолжали селиться казаки. По сообщению российского генерал-лейтенанта и историка В. А. Потто, «… место, где она стояла [Терская крепость], продолжало служить постоянным притоном бродяг и удальцов, селившихся здесь без ведома царя и занимавшихся разбоями. Впоследствии они испросили себе прощение Ивана Грозного и, присоединившись к Терскому войску, обязались охранять наши пограничные владения».
- 1590 г. — в период правления московского царя Фёдора I Иоанновича русскими основан острог в устье Сунжи, который принято называть «Сунженским»[9].
- 1605 г. — острог оставлен войсками[10].
- 1635 г. — заново отстроен для взимания перевозной пошлины у перевоза через Сунжу. Таким образом правительство Русского государства использовало в фискальных целях торговые связи, осуществлявшиеся различными купцами по «Кабардинской дороге»[11]. Вскоре вновь оставлен.
- 1651 г. — правительство царя Алексея Михайловича решает возобновить на Сунже «острог стоялый» «для бережения от прихода воинских людей», а также, для взимания перевозной пошлины у переправы через Сунжу[12].
- 1653 г. — во время опустошительного нашествия персидских войск в 1651—1653 гг., вошедшего в историю как «Кызылбашское разорение», Сунженский острог был сожжён. Иранцы и их союзники кумыки (см. также брагунцы) осаждали его две недели, в качестве горючего средства в ходе осады была использована нефть, добытая, как пишет Ш. Б. Ахмадов, по-видимому, из источников недалеко от аула Мамакай-Юрт, (вблизи нынешнего г. Грозного, и, в частности, селения Брагуны и др.)[13][14].